# Nielsnapen
Nielsnapen är en bergstopp i Antarktis. Den ligger i Östantarktis. Norge gör anspråk på området. Toppen på Nielsnapen är 2 525 meter över havet, eller 347 meter över den omgivande terrängen. Bredden vid basen är 6,7 km.
Terrängen runt Nielsnapen är huvudsakligen kuperad, men åt nordost är den platt. Trakten är obefolkad. Det finns inga samhällen i närheten. 